# Karel Simandl
Karel Simandl (* 14. srpna 1955, Znojmo, Československo) je český římskokatolický kněz, bývalý agent Státní bezpečnosti, v letech 1995 až 2004 generální sekretář České biskupské konference a papežský prelát.

## Život
V letech 1970 až 1974 vystudoval znojemské gymnázium a po maturitě se přihlásil ke studiu na Cyrilometodějské bohoslovecké fakultě v Litoměřicích, avšak nebyl přijat. Pracoval tedy jako poštovní úředník ve Znojmě a v Brně. V roce 1974 zaslal československému ministrovi vnitra Jaromíru Obzinovi dopis, ve kterém ho žádal, aby směl pracovat jako agent v zahraničí mezi katolickými emigranty, a na základě této nabídky začal roku 1975 spolupracovat jako agent se Státní bezpečností. Nejprve podával hlášení o kněžích a o tajném studiu teologie v Praze a v Brně, v roce 1976 byl vyslán přes Tunisko do Itálie, kde měl proniknout mezi příslušníky československé emigrace z řad duchovenstva.
V Itálii vystudoval filosofii a teologii na Papežské lateránské univerzitě a 19. prosince 1981 přijal v Římě kněžské svěcení. Poté ještě absolvoval postgraduální studium teologie a roku 1985 byl vyslán do Spojených států amerických, kde se stal farním vikářem v Berwicku v Pensylvánii. V letech 1986 až 1987 působil jako administrátor farnosti Valle San Silvestro v Jižním Tyrolsku a poté začal pracovat jako oficiál vatikánské Kongregace pro biskupy. Přitom (s pětiletou přestávkou) spolupracoval se Státní bezpečností, a to až do roku 1989, na základě jeho hlášení však podle dostupných informací nebyl nikdo uvězněn.
Roku 1992 byl jmenován kaplanem Jeho Svatosti, získal na Papežské lateránské univerzitě doktorát teologie a nastoupil na místo sekretáře apoštolského nuncia v Německu. Na návrh Dominika Duky OP se stal od 1. října 1995 generálním sekretářem České biskupské konference a dne 6. června 2002 jej papež Jan Pavel II. jmenoval prelátem Jeho Svatosti. Roku 2003 se jeho jméno objevilo v seznamu spolupracovníků Státní bezpečnosti, avšak po prošetření případu bylo rozhodnuto, že jeho rezignace na úřad generálního sekretáře není nutná. Později však vyšly najevo další informace o jeho spolupráci se Státní bezpečností, a proto v říjnu 2004 na svůj úřad rezignoval. Od té doby pracuje jako rada apoštolské nunciatury v Berlíně, do roku 2013 byl také farním vikářem ve farnosti u kostela sv. Tomáše v Brně.